# Marele Premiu al Italiei din 2020
Marele Premiu al Italiei din 2020 (cunoscut oficial ca Formula 1 Gran Premio Heineken d'Italia 2020) a fost o cursă auto de Formula 1 ce s-a desfășurat pe 6 septembrie 2020 pe Autodromo Nazionale di Monza din Monza, Italia. Cursa a fost cea de-a opta etapă a Sezonului de Formula 1 din 2020.
Cursa a fost câștigată de Pierre Gasly de la AlphaTauri-Honda, care a obținut prima sa victorie din Formula 1 și a devenit primul pilot francez de Formula 1 ce câștigă o cursă din 1996 încoace, după ce Olivier Panis a câștigat Marele Premiu al Principatului Monaco din acel an. Gasly a început cursa de pe locul zece, dar a câștigat poziții datorită unei opriri la boxe bine programate înaintea unei mașini de siguranță, trimisă să recupereze mașina avariată a lui Kevin Magnussen. Lewis Hamilton, care a condus cursa până în acest moment, a primit o penalizare pentru că a intrat pe linia boxelor când aceasta a fost închisă. Conducerea cursei i-a revenit lui Gasly, care s-a apărat de Carlos Sainz Jr. de la McLaren în fazele finale ale cursei. Lance Stroll de la Racing Point a completat podiumul.

## Calificări
| Poz.                  | Nr. | Pilot              | Constructor               | Timpi calificări | Timpi calificări | Timpi calificări | Grila finală |
| Poz.                  | Nr. | Pilot              | Constructor               | Q1               | Q2               | Q3               | Grila finală |
| --------------------- | --- | ------------------ | ------------------------- | ---------------- | ---------------- | ---------------- | ------------ |
| 1                     | 44  | Lewis Hamilton     | Mercedes                  | 1:19,514         | 1:19,092         | 1:18,887         | 1            |
| 2                     | 77  | Valtteri Bottas    | Mercedes                  | 1:19,786         | 1:18,952         | 1:18,956         | 2            |
| 3                     | 55  | Carlos Sainz Jr.   | McLaren-Renault           | 1:20,099         | 1:19,705         | 1:19,695         | 3            |
| 4                     | 11  | Sergio Pérez       | Racing Point-BWT Mercedes | 1:20,048         | 1:19,718         | 1:19,720         | 4            |
| 5                     | 33  | Max Verstappen     | Red Bull Racing-Honda     | 1:20,193         | 1:19,780         | 1:19,795         | 5            |
| 6                     | 4   | Lando Norris       | McLaren-Renault           | 1:20,344         | 1:19,962         | 1:19,820         | 6            |
| 7                     | 3   | Daniel Ricciardo   | Renault                   | 1:20,548         | 1:20,031         | 1:19,864         | 7            |
| 8                     | 18  | Lance Stroll       | Racing Point-BWT Mercedes | 1:20,400         | 1:19,924         | 1:20,049         | 8            |
| 9                     | 23  | Alexander Albon    | Red Bull Racing-Honda     | 1:21,104         | 1:20,064         | 1:20,090         | 9            |
| 10                    | 10  | Pierre Gasly       | AlphaTauri-Honda          | 1:20,145         | 1:19,909         | 1:20,177         | 10           |
| 11                    | 26  | Daniil Kveat       | AlphaTauri-Honda          | 1:20,307         | 1:20,169         | N/A              | 11           |
| 12                    | 31  | Esteban Ocon       | Renault                   | 1:20,747         | 1:20,234         | N/A              | 12           |
| 13                    | 16  | Charles Leclerc    | Ferrari                   | 1:20,443         | 1:20,273         | N/A              | 13           |
| 14                    | 7   | Kimi Räikkönen     | Alfa Romeo Racing-Ferrari | 1:21,010         | 1:20,926         | N/A              | 14           |
| 15                    | 20  | Kevin Magnussen    | Haas-Ferrari              | 1:20,869         | 1:21,573         | N/A              | 15           |
| 16                    | 8   | Romain Grosjean    | Haas-Ferrari              | 1:21,139         | N/A              | N/A              | 16           |
| 17                    | 5   | Sebastian Vettel   | Ferrari                   | 1:21,151         | N/A              | N/A              | 17           |
| 18                    | 99  | Antonio Giovinazzi | Alfa Romeo Racing-Ferrari | 1:21,206         | N/A              | N/A              | 18           |
| 19                    | 63  | George Russell     | Williams-Mercedes         | 1:21,587         | N/A              | N/A              | 19           |
| 20                    | 6   | Nicholas Latifi    | Williams-Mercedes         | 1:21,717         | N/A              | N/A              | 20           |
| Regula 107%: 1:25,079 |     |                    |                           |                  |                  |                  |              |
| Sursa:                |     |                    |                           |                  |                  |                  |              |

## Cursă
| Poz.                                                               | Nr. | Pilot              | Constructor               | Tururi | Timp/Retras | Grilă | Puncte |
| ------------------------------------------------------------------ | --- | ------------------ | ------------------------- | ------ | ----------- | ----- | ------ |
| 1                                                                  | 10  | Pierre Gasly       | AlphaTauri-Honda          | 53     | 1:47:06,056 | 10    | 25     |
| 2                                                                  | 55  | Carlos Sainz Jr.   | McLaren-Renault           | 53     | +0,415      | 3     | 18     |
| 3                                                                  | 18  | Lance Stroll       | Racing Point-BWT Mercedes | 53     | +3,358      | 8     | 15     |
| 4                                                                  | 4   | Lando Norris       | McLaren-Renault           | 53     | +6,000      | 6     | 12     |
| 5                                                                  | 77  | Valtteri Bottas    | Mercedes                  | 53     | +7,108      | 2     | 10     |
| 6                                                                  | 3   | Daniel Ricciardo   | Renault                   | 53     | +8,391      | 7     | 8      |
| 7                                                                  | 44  | Lewis Hamilton     | Mercedes                  | 53     | +17,245     | 1     | 7      |
| 8                                                                  | 31  | Esteban Ocon       | Renault                   | 53     | +18,691     | 12    | 4      |
| 9                                                                  | 26  | Daniil Kveat       | AlphaTauri-Honda          | 53     | +22,208     | 11    | 2      |
| 10                                                                 | 11  | Sergio Pérez       | Racing Point-BWT Mercedes | 53     | +23,224     | 4     | 1      |
| 11                                                                 | 6   | Nicholas Latifi    | Williams-Mercedes         | 53     | +32,876     | 20    |        |
| 12                                                                 | 8   | Romain Grosjean    | Haas-Ferrari              | 53     | +35,164     | 16    |        |
| 13                                                                 | 7   | Kimi Räikkönen     | Alfa Romeo Racing-Ferrari | 53     | +36,312     | 14    |        |
| 14                                                                 | 63  | George Russell     | Williams-Mercedes         | 53     | +36,593     | 19    |        |
| 15                                                                 | 23  | Alexander Albon    | Red Bull Racing-Honda     | 53     | +37,533     | 9     |        |
| 16                                                                 | 99  | Antonio Giovinazzi | Alfa Romeo Racing-Ferrari | 53     | +55,199     | 18    |        |
| Ab                                                                 | 33  | Max Verstappen     | Red Bull Racing-Honda     | 30     | Motor       | 5     |        |
| Ab                                                                 | 16  | Charles Leclerc    | Ferrari                   | 23     | Accident    | 13    |        |
| Ab                                                                 | 20  | Kevin Magnussen    | Haas-Ferrari              | 17     | Motor       | 15    |        |
| Ab                                                                 | 5   | Sebastian Vettel   | Ferrari                   | 6      | Frâne       | 17    |        |
| Cel mai rapid tur: Lewis Hamilton (Mercedes) – 1:22,746 (turul 34) |     |                    |                           |        |             |       |        |
| Sursa:                                                             |     |                    |                           |        |             |       |        |

Note
- ^1 – Include un punct pentru cel mai rapid tur.

## Clasamentele campionatelor după cursă
|        | Poz. | Pilot           | Puncte |
| ------ | ---- | --------------- | ------ |
|        | 1    | Lewis Hamilton  | 164    |
| 1      | 2    | Valtteri Bottas | 117    |
| 1      | 3    | Max Verstappen  | 110    |
| 3      | 4    | Lance Stroll    | 57     |
| 1      | 5    | Lando Norris    | 57     |
| Sursa: |      |                 |        |

|        | Poz. | Constructor               | Puncte |
| ------ | ---- | ------------------------- | ------ |
|        | 1    | Mercedes                  | 281    |
|        | 2    | Red Bull Racing-Honda     | 158    |
|        | 3    | McLaren-Renault           | 98     |
|        | 4    | Racing Point-BWT Mercedes | 82     |
| 1      | 5    | Renault                   | 71     |
| Sursa: |      |                           |        |

- Notă: Doar primele cinci locuri sunt prezentate în ambele clasamente.